# Боґумілув (Серадзький повіт)
Боґумілув (пол. Bogumiłów) — село в Польщі, у гміні Серадз Серадзького повіту Лодзинського воєводства.
Населення — 379 осіб (2011).
У 1975-1998 роках село належало до Серадзького воєводства.

## Демографія
Демографічна структура станом на 31 березня 2011 року:
|          | Загалом | Допрацездатний вік | Працездатний вік | Постпрацездатний вік |
| -------- | ------- | ------------------ | ---------------- | -------------------- |
| Чоловіки | 201     | 48                 | 133              | 20                   |
| Жінки    | 178     | 44                 | 100              | 34                   |
| Разом    | 379     | 92                 | 233              | 54                   |